# Kanton Civray
Kanton Civray (fr. Canton de Civray) je francouzský kanton v departementu Vienne v regionu Poitou-Charentes. Skládá se z 12 obcí.

## Obce kantonu
- Blanzay
- Champagné-le-Sec
- Champniers
- Civray
- Linazay
- Lizant
- Saint-Gaudent
- Saint-Macoux
- Saint-Pierre-d'Exideuil
- Saint-Saviol
- Savigné
- Voulême